# Hermann Feddern
Hermann Albert Feddern (* 18. Juli 1835 in Berlin; † 1. Januar 1915 ebenda) war ein deutscher Turner, Turn- und Fechtlehrer.

## Leben und Werk
Er war der Sohn des Berliner Turnlehrers Philipp August Feddern und dessen Ehefrau Wilhelmine Luise geborene Rößlein. Nach dem Schulbesuch studierte er ab 1854 Philologie und erwarb 1864 die akademische Würde als Dr. phil. Er war als Turner ein eifriger Schüler von Wilhelm Lübeck, an dessen Seite er bereits als Student Hilfs-Turnlehrer wurde. Besonders an Reck und Barren war er aus dem Eiselen'schen Turnplatz aktiv. 1844 übernahm er von seinem Vater die Leitung des Turnplatzes in der Hasenheide und wurde gleichzeitig Turnlehrer am Berliner Friedrich-Wilhelms-Gymnasium.
Von 1850 bis 1864 unterrichtete Feddern Fechtkunst am Kadettenkorps. Danach wurde er Turnlehrer an der großen Turnhalle in Berlin. 1865 erfolgte seine Ernennung zum städtischen Turnwart Berlins. Damit verbunden war die Verwaltung der auch Zentralturnhalle genannten großen städtischen Turnhalle in Berlin, Prinzenstraße 70.
Sein Sohn war der Diplom-Ingenieur Ernst Feddern. Der Sohn Kurt Feddern wurde ebenfalls Turnwart.